# Janusz Gnitecki
Janusz Gnitecki (ur. 29 października 1945 w Łęgu Piekarskim, zm. 23 lutego 2008) – polski pedagog, profesor doktor habilitowany nauk humanistycznych o specjalności globalistyka, metodologia badań pedagogicznych, pedagogika ogólna, pedagogika szkolna oraz teoria kształcenia.

## Życiorys
Absolwent kierunku biologiczno-chemicznego w Studium Nauczycielskim w Kaliszu. Po ukończeniu studium podjął studia na Wydziale Matematyczno-Fizyczno-Chemicznym Uniwersytetu im. Adama Mickiewicza w Poznaniu oraz na Wydziale Ogrodniczym poznańskiej Akademii Rolniczej. W latach 1970–1974 był nauczycielem w szkołach podstawowych i średnich, a od 1975 roku pracował jako wykładowca akademicki. Od 1975 do 1982 roku był wykładowcą w Katedrze Pedagogiki w Akademii Rolniczej w Poznaniu, a następnie w Instytucie Pedagogiki na Uniwersytecie Adama Mickiewicza w Poznaniu, gdzie w latach 1987–1990 pełnił funkcję wicedyrektora oraz kierował Zakładem Pedagogiki Ogólnej i Metodologii Pedagogiki, a od 1995 roku Zakładem Metodologii.
W 1977 uzyskał stopień doktora, a w 1985 roku stopień doktora habilitowanego (Uniwersytet im. Adama Mickiewicza w Poznaniu). Promotorem jego pracy doktorskiej był prof. Kazimierz Denek. W 1995 roku został profesorem UAM, a w 1998 uzyskał tytuł profesora nauk humanistycznych.
Od 1989 roku był przewodniczącym poznańskiego oddziału Polskiego Towarzystwa Pedagogicznego, redaktorem naczelnym „Problemów Rozwoju Edukacji”, a także członkiem Zespołu Pedagogiki Ogólnej powołanego w ramach Komitetu Nauk Pedagogicznych Polskiej Akademii Nauk.
Był promotorem prac doktorskich oraz recenzentem prac doktorskich i habilitacyjnych. Autor 34 monografii, 362 artykułów i rozpraw naukowych oraz redaktor 18 prac zbiorowych.

## Zainteresowania naukowe
Zainteresowania badawcze i naukowe Janusza Gniteckiego koncentrowały się wokół dydaktyki ogólnej i pedagogiki ogólnej oraz metodologii badań pedagogicznych. Wynikiem badań było opracowanie teorii zintegrowanych zadań szkolnych, programu stymulującego i wspierającego rozwój uczącej się młodzieży oraz epistemologicznych i metodologicznych podstaw edukacji.

## Główne publikacje
- Metodologiczne problemy badań nad efektywnością kształcenia rolniczego, Warszawa, MOMAR, 1981
- Wyznaczniki i uwarunkowania efektywności kształcenia w szkole wyższej, współautor, 1982
- Efektywność kształcenia, Poznań, Wydawnictwo AR, 1983
- Koncepcja pedagogiki ogólnej, Poznań 1989
- Metodologiczne problemy pedagogiki prakseologicznej, Poznań 1989
- Elementy metodologii badań w pedagogice hermeneutycznej, Poznań 1989
- Zarys metodologii badań w pedagogice empirycznej, Poznań 1989
- Zarys pedagogiki ogólnej, 1989
- Problemy rozwoju edukacji, Poznań 1991
- Zarys teorii programów kształcenia w szkole wyższej, 1991
- Pomiar i przetwarzanie wyników badań w pedagogice empirycznej, 1992
- Teoria zintegrowanych zadań szkolnych, 1996
- Supernauczanie. Perspektywy nowej edukacji, 1997
- Pedagogika i edukacja wobec nadziei i zagrożeń współczesności, współautor, 1999

Źródła.